# Harry Pott
Harry Pott (geboren 14. April 1911 in Misburg; gestorben 20. April 1985 in Hannover) war ein deutscher Chemotechniker, Manager und sozialdemokratischer Kommunalpolitiker.

## Leben
Harry Pott durchlief nach seinem Schulbesuch zunächst eine Lehre als Schriftsetzer und Drucker. Im Jahr 1928 trat er in die SPD ein.
In den Jahren 1936 bis 1971 arbeitete er bei der Erdölraffinerie Deurag-Nerag, anfangs als Laborant und mithilfe einer weiteren Ausbildung während des Zweiten Weltkrieges an einer Abendschule als Chemotechniker. In der Nachkriegszeit wurde Harry Pott unter der Britischen Militärregierung als Betriebsrat gewählt; eine Aufgabe, die er bis 1965 wahrnahm. Zeitweilig parallel dazu fungierte Pott von 1956 bis 1965 auch als Arbeitnehmervertreter im Aufsichtsrat von Deurag-Nerag.
Von 1946 bis 1948 war er zunächst Abgeordneter im Kreistag, von 1948 bis 1952 Bürgermeister in Misburg. Dort war er von 1956 bis 1969 gewähltes Mitglied im Stadtrat, bis 1967 zudem Vorsitzender der Ratsversammlung. In den Jahren 1956 bis 1960 war er erneut Kreistagsabgeordneter.
Im Jahr 1968 wurde Pott für seine Verdienste um den Neu- und Wiederaufbau Misburgs nach dem Weltkrieg mit der Verleihung des Bundesverdienstkreuzes 1. Klasse geehrt.
Nach der Eingemeindung der Stadt Misburg in die niedersächsische Landeshauptstadt war Harry Pott vom 9. Juni 1974 bis zum 8. November 1976  Mitglied im Misburger Bezirksrat.
Harry Pott hat einen im August 1942 geborenen Sohn.

## Bürgermeister-Pott-Weg
Der im Jahr 1992 im hannoverschen Stadtteil Misburg-Nord östlich der Kleinertstraße angelegte Bürgermeister-Pott-Weg wurde nach dem sozialdemokratischen Kommunalpolitiker benannt.